# ラ・ウスルパドーラ
『ラ・ウスルパドーラ』（原題: La Usurpadora）は、メキシコのテレビドラマ。ラス・エストレージャスで1998年2月9日から7月24日まで放送された。

## 登場人物
パウリナ・マルティネス / パオラ・モンターネル・デ・ブラチョ
演：ガブリエラ・スパニック
カルロス・ダニエル・ブラチョ
演：フェルナンド・コルンガ
アブエラ・ピエダド・ヴィウダ・デ・ブラチョ
演：リベルタッド・ラマルケ